# Forcipomyia wheeleri
Forcipomyia wheeleri är en tvåvingeart som först beskrevs av Long 1902.  Forcipomyia wheeleri ingår i släktet Forcipomyia och familjen svidknott.
Artens utbredningsområde är Texas. Inga underarter finns listade i Catalogue of Life.